# Кисель, Игорь Николаевич
Игорь Николаевич Кисель (бел. Ігар Мікалаевіч Кісель, род. 25 сентября 1974, Лобановка, Могилёвская область) — белорусский государственный деятель.

## Биография
Родился 25 сентября 1974 года в деревне Лобановка Чериковского района. Закончил Белорусскую государственную политехническую  академию (ныне Белорусский национальный технический университет) по специальности «промышленное и гражданское строительство», Академию управления при Президенте по специальности «государственное и местное управление». Трудовой путь начинал с должности инженера-строителя. С 1996 год по 2014 год работал в Бобруйском райисполкоме: инженер-строитель, главный инженер управления капитального строительство, начальник отдела архитектуры и строительства, заместитель председателя райисполкома. В 2015 году занимал должность начальника РУП «Главное управление капитального строительства» Управление делами Президента Республики Беларусь, в тем же году был назначен заместителем председателя Бобруйского горисполкома. Депутат Могилёвского областного Совета депутатов 28-го созыва от Ленинского округа № 6. С января 2019 года занимал должность первого заместителя председателя горисполкома. 3 октября 2022 года назначен председателем Бобруйского горисполкома, каковым являлся до 22 мая 2025 года.